# Lhomme
Lhomme település Franciaországban, Sarthe megyében. Lakosainak száma 938 fő (2022. január 1.). Lhomme Courdemanche, Saint-Pierre-du-Lorouër, Chahaignes, La Chartre-sur-le-Loir, Marçon és Loir en Vallée községekkel határos.

## Népesség
A település népességének változása:
| Lakosok száma | 860  | 889  | 920  | 902  | 902  | 904  | 924  | 931  | 938  |
|               | 2013 | 2015 | 2016 | 2017 | 2018 | 2019 | 2020 | 2021 | 2022 |